# Petra von Gemünden
Petra von Gemünden (* 1957) ist eine deutsche evangelische Theologin. Sie lehrte von 2002 bis 2024 Biblische Theologie (also die Exegese des NT und AT) an der Universität Augsburg. 
Von 1977 bis 1984 studierte sie Evangelische Theologie in Neuendettelsau, Heidelberg, Montpellier und Erlangen und war Vikarin in München. Sie wurde 1989 in Heidelberg bei Gerd Theißen mit einer Arbeit zum Thema Vegetationsmetaphern im Neuen Testament und seiner Umwelt promoviert. Petra von Gemünden arbeitete von 1989 bis 1992 als Pfarrerin in Coburg. 1990 lehrte sie Evangelische Theologie in Tokio. Von 1992 bis 1994 war sie wissenschaftliche Assistentin an der Kirchlichen Hochschule Bethel in Bielefeld.
Von 1994 bis 2002 lehrte sie das Fach Neues Testament an der Universität Genf, war Gastprofessorin in Paris, Lausanne und Heidelberg. 
Petra von Gemünden ist Vertreterin einer Generation von Theologen, die eine internationale Ausbildung genossen haben und die die Sozialgeschichte in ihre Forschungen integrieren.